# Lijst Harry Bakker
De Lijst Harry Bakker is een Nederlandse lokale politieke partij in de gemeente Drimmelen. Oprichter, partijleider en tevens fractievoorzitter is Harry Bakker, woonachtig in Terheijden.

## Gemeenteraadsverkiezingen 2002
In maart 2002 stelde Bakker zich verkiesbaar voor de gemeenteraadsverkiezingen en haalde toen met zijn eigen lijst 1237 stemmen, wat resulteerde in twee zetels. Hiervan kon er slechts één bezet worden, omdat hij de enige kandidaat was van zijn lijst. 

## Gemeenteraadsverkiezingen 2006
Tijdens de verkiezingen van 2006 werd zijn partij de grootste partij met zeven zetels. Er werden 4.006 stemmen (31,23%) uitgebracht. Dit betekende ook dat de Lijst Harry Bakker het initiatief mocht nemen tot collegeonderhandelingen. Hierin heeft de Lijst Harry Bakker twee wethouders mogen leveren. Samen met het CDA, de VVD en Groen Drimmelen werd de coalitie gesmeed. In november 2008 kwam er een coalitiebreuk, omdat vijf vrouwelijke raadsleden zich van de Lijst Harry Bakker afsplitsten. De Lijst Harry Bakker werd niet betrokken bij de nieuwe coalitie-onderhandelingen en werd dus genoodzaakt om verder te gaan als oppositiepartij. Roxanne Heijmans en Hans de Groot bleven namens de Lijst Harry Bakker in de gemeenteraad zitten.

## Verkiezingen Provinciale Staten Noord-Brabant 2007
In maart 2007 was Bakker namens de Brabantse Partij lijstduwer. Zo'n 270 stemmen werden op de LHB-voorman uitgebracht. In de aanloop naar deze verkiezingen bestond er nog de nodige ophef rondom zijn lijstduwerschap, maar in "BN de Stem" gaf Bakker aan dat enkel zijn doel was om de Brabantse Partij in de Staten te houden en dat was gelukt.

## Gemeenteraadsverkiezingen 2010
Bij de verkiezingen voor de gemeenteraad van Drimmelen op 3 maart 2010 werd de Lijst Harry Bakker wederom de grootste partij en behaalde zes zetels. Er werden 3178 stemmen (27,86%) uitgebracht. Oud-boegbeeld Harry Bakker kwam weer terug in de gemeenteraad. Met ruim een kwart van alle stemmen kwamen ze echter in de oppositie.
Na het uiteenvallen van de coalitie in 2012, kwam er een nieuwe coalitie met de Lijst Harry Bakker, VVD en Groen Drimmelen. De Lijst Harry Bakker leverde daarin 2 Wethouders.

## Gemeenteraadsverkiezingen 2014
Op 19 maart 2014 werden bij de verkiezingen voor de gemeenteraad van Drimmelen 4196 stemmen (36,3%) op de Lijst Harry Bakker uitgebracht. De Lijst Harry Bakker behaalde daarmee 8 zetels en werd daarmee, op afstand, de grootste partij. Dit betekende dat de Lijst Harry Bakker het initiatief mocht nemen tot collegeonderhandelingen. Samen met de VVD (3 zetels) en Groen Drimmelen (3 zetels) werd de coalitie gesmeed. Hierin heeft de Lijst Harry Bakker twee wethouders mogen leveren, de VVD en Groen Drimmelen leveren ieder een wethouder.